# جائزة بوليتزر عن فئة الصحافة
جائزة بوليتزر عن فئة الصحافة (بالإنجليزية: Pulitzer Prize for Reporting)‏ هي واحدة من جوائز بوليتزر التي كانت تُقدم سنويًا جامعة كولومبيا بنيويورك في الولايات المتحدة الأمريكية للصحافة. بدأ العمل بها رسميًا منذ عام 1917، وانتهت عام 1947، وكانت تُمنح للتغطيات الصحفية المميزة للقضايا الهامة التي حدثت خلال العام.
تحظى هذه الجوائز، التي مولت في الأساس بمنحة من رائد الصحافة الأمريكي جوزيف بوليتزر بتقدير كبير. وتمنح جامعة كولومبيا الجوائز بتوصية من هيئة جوائز بوليتزر، المكونة من محكمين تعينهم الجامعة نفسها ويصل عدد الجوائز الممنوحة سنويًا إلى واحد وعشرين جائزة.

## وصلات خارجية
- الموقع الرسمي.
- الفائزين السابقين والمرشحين حسب الفئة.